# Octodon lunatus
Octodon lunatus är en däggdjursart som beskrevs av Wilfred Hudson Osgood 1943. Octodon lunatus ingår i släktet Octodon och familjen buskråttor. IUCN kategoriserar arten globalt som nära hotad. Inga underarter finns listade i Catalogue of Life.
Denna buskråtta förekommer i centrala Chile. Arten lever i buskskogar och i klippiga områden.
Octodon lunatus når en kroppslängd (huvud och bål) av 16,7 till 22,1 cm, en svanslängd av 15,2 till 16,1 cm och en vikt av cirka 230 g. Den har kastanjebrun päls på ovansidan och på svansens undersida finns ett större svart område. Liksom hos Octodon bridgesi finns vita punkter vid axlarna och vid ljumsken. Arterna skiljer sig även i kindtändernas konstruktion och dessutom har Octodon lunatus en avvikande karyotyp.